# Melanthia
Melanthia is een geslacht van vlinders van de familie spanners (Geometridae), uit de onderfamilie Larentiinae.

## Soorten
- M. alaudaria (Freyer, 1846)
- M. catenaria Moore, 1971
- M. dentistrigata Warren, 1893
- M. exquisita Warren, 1893
- M. exserens Wehrli, 1931
- M. mandschuricata (Bremer, 1864)
- M. postalbaria Leech, 1897
- M. procellata

Witvlekbosrankspanner Denis & Schiffermüller, 1775
- M. ustiplaga (Warren, 1899)